# Вертер (Тюрингия)
Вертер (нем. Werther) — община в Германии, районный центр, расположен в земле Тюрингия.
Входит в состав района Нордхаузен. Население составляет 3377 человек (на 31 декабря 2010 года). Занимает площадь 61,43 км².
Коммуна подразделяется на 9 сельских округов.